# Reynolds Heights
Reynolds Heights es un lugar designado por el censo ubicado en el condado de Mercer en el estado estadounidense de Pensilvania. En el Censo de 2010 tenía una población de 2061 habitantes y una densidad poblacional de 274,12 personas por km².

## Geografía
Reynolds Heights se encuentra ubicado en las coordenadas 41°20′35″N 80°24′8″O / 41.34306, -80.40222. Según la Oficina del Censo de los Estados Unidos, Reynolds Heights tiene una superficie total de 7.52 km², de la cual 7.51 km² corresponden a tierra firme y (0.17%) 0.01 km² es agua.

## Demografía
Según el censo de 2010, había 2061 personas residiendo en Reynolds Heights. La densidad de población era de 274,12 hab./km². De los 2061 habitantes, Reynolds Heights estaba compuesto por el 96.51% blancos, el 1.26% eran afroamericanos, el 0.05% eran amerindios, el 0.1% eran asiáticos, el 0% eran isleños del Pacífico, el 0% eran de otras razas y el 2.09% pertenecían a dos o más razas. Del total de la población el 0.68% eran hispanos o latinos de cualquier raza.